# Michael Reilly Burke
Michael Reilly Burke (* 27. Juni 1964 in Marin County, Kalifornien) ist ein US-amerikanischer Schauspieler. Seine bekannteste Rolle und zugleich bisher einzige Hauptrolle war die des Serienmörders Ted Bundy im Film Ted Bundy aus dem Jahr 2002. Außerdem spielte er die Rolle des Officers Kevin Lund in Lincoln Heights auf ABC Family. Er hatte zudem mehrere Gastauftritte in verschiedenen Star-Trek- und CSI-Serien.

## Synchronisation
Michael Reilly Burke hat keinen festen Synchronsprecher; am häufigsten wurde er bisher von Johannes Berenz (siebenmal) und von Bernd Vollbrecht (sechsmal) synchronisiert.

## Filmografie

### Fernsehserien
- Star Trek: The Next Generation (1993) als Goval
- Melrose Place (1993) als Fred Linquist
- Picket Fences – Tatort Gartenzaun (1993) als David Beale
- Red Shoe Diaries (1994)
- SeaQuest DSV (1994) als Commando #7
- Star Trek: Deep Space Nine (1994) als Hogue
- Earth 2 (1995) als Ulysses der Zukunft
- Space 2063 (1995–1996, 2 Folgen) als Silicate / Captain John Oakes
- New York Cops – NYPD Blue (1995–2003, 5 Folgen) als James Carlin / Harry Benson
- Diagnose: Mord (1996) als Kyle Harding
- Central Park West (1996, 3 Folgen) als Tyler Brock
- Ein Wink des Himmels (1997) als Steve Dunbar
- Beverly Hills, 90210 (1998, 4 Folgen) als Jeff Stockmann
- Pretender (1998) als Harold "Harry" Kincaid
- Ally McBeal (1998) als Mr. Wells
- Party of Five (1999) als A.D.A. Fellows
- Poltergeist – Die unheimliche Macht (1999, 2 Folgen) als Jeffrey Sandor
- Providence (1999, 6 Folgen) als Brady Pullman
- Charmed – Zauberhafte Hexen (2000) als Cupido
- Family Law (2000) als Matt McClendon
- First Years (2001) als Dan Gaynor
- JAG – Im Auftrag der Ehre (2001–2004, 2 Folgen) als Kommandant Adam Kohler / Lieutenant Commander Jay Pagano
- Cold Case – Kein Opfer ist je vergessen (2003) als Eric Whitley
- O.C., California (2004) als Tom Willington
- Practice – Die Anwälte (2004, 3 Folgen) als Detective Kevin McCarley
- CSI: Vegas (2004) als Bailey Coombs
- Star Trek: Enterprise (2004) als Koss
- Crossing Jordan – Pathologin mit Profil (2005) als FBI-Agent Sullivan
- The West Wing – Im Zentrum der Macht (2005) als Bill Brewer
- Navy CIS (2005) als Frank Connell
- Tru Calling – Schicksal reloaded! (2005) als Russell Marks
- Without a Trace – Spurlos verschwunden (2006) als Don McGraw
- CSI: Miami (2006) als Daniel Wells
- Heroes (2006) als Detektiv
- Close to Home (2007) als Carl Middleton
- 24 (2007, 3 Folgen) als Bruce Carson
- Shark (2007) als Stuart Buckner
- Ghost Whisperer – Stimmen aus dem Jenseits (2007) als William Taylor
- Lincoln Heights (2007–2008, 33 Folgen) als Kevin Lund
- Eli Stone (2009) als Clayton Wells
- Castle (2009) als Frank Nesbit
- Emergency Room – Die Notaufnahme (2009) als Dick White
- The Forgotten – Die Wahrheit stirbt nie (2009) als Coach Flynn
- CSI: NY (2009) als Dr. Harvey Fuller
- Navy CIS: L.A (2009) als Malcolm Tallridge
- Private Practice (2010, 3 Folgen) als Simon McConnell
- Undercovers (2010) als Brian Murphy
- Criminal Minds (2010) als Agent Grady Beeks
- Memphis Beat (2011) als Miles Ahomana / Miles Hart
- Drop Dead Diva (2011) als Steve Vaught
- Prime Suspect (2011, 2 Folgen) als Doug Roenick
- The Mentalist (2012) als Andrew Kellogg
- Breakout Kings (2012) als Ken
- Hawaii Five-0 (2012) als Andrei Shepkin
- Vampire Diaries (2012, 2 Folgen) als Pastor Young
- Vegas (2012–2013, 9 Folgen) als Staatsanwalt Jerry Reynolds
- Revenge (2012–2013, 4 Folgen)
- Grey's Anatomy (2013) als Mr. Finch
- Burn Notice (2013) als Peter Mallard
- Satisfaction (2014–2015, 4 Folgen) als Daniel Harper
- Bones (2015) als Luke Nicholson
- Backstrom (2015) als Donald Sampson
- Suits (2015, 2018, 2 Folgen) als Teddy
- Shameless (2015–2016) als Theo Wallace
- Navy CIS: New Orleans (2017) als General John Walsh
- How to Get Away with Murder (2017) als Louis Lindgren
- Lethal Weapon (2018) als Sean O'Brien
- Supergirl (2018) als Preston
- The Passage (2019) als Danny
- S.W.A.T (2019) als CIA Agent Devereaux
- You – Du wirst mich lieben (2019) als Ray Quinn
- The Rookie (2021) als Fred Mitchell
- The Copany You Keep (2023) als Claude Ellsworth
- Griselda (2024, 3 Folgen) als Captain Sweetwater

### Filme
- Mars Attacks! (1996) als GNN Reporter
- Ted Bundy (2002) als Ted Bundy
- The Collector – He Always Takes One (2009) als Michael Chase
- Slender Man (2018) als Mr. Knudsen
- Vice – Der zweite Mann (2018) als David Gribbin